# Invasions mongoles du Vietnam
Conquêtes mongoles
Les invasions mongoles du Viêt Nam sont quatre expéditions militaires organisées en 1258, 1283-84, 1285 et 1287–88, par Kubilai Khan, le Khagan de l'empire mongol et fondateur de la dynastie Yuan, pour envahir le Đại Việt dirigé par la dynastie Trần et le royaume de Champa. Même si ces expéditions se soldent toutes par des échecs pour les Mongols, la dynastie Trần et le Champa finissent par accepter de verser un tribut à la dynastie Yuan pour éviter d'autres conflits.

## Situation avant les invasions
Au début de la décennie 1250, l'empire Mongol contrôle l'Europe de l'Est, l'Anatolie, le nord de la Chine, la Mongolie, la Mandchourie, l'Asie centrale, le Tibet et l'Asie du sud-ouest, ce qui représente la plus grande partie de l'Eurasie. Cet empire est alors dirigé par le Khangan Möngke (r. 1251–59), qui prévoit d'attaquer la dynastie Song sur trois fronts, afin de conquérir le sud de la Chine. En 1253, afin de préparer cette invasion, il donne l'ordre au prince Kubilai de conquérir le royaume de Dali, qui doit servir de base arrière à l'une des trois attaques. Une fois sa mission remplie, Kubilai envoie vers le sud-est une colonne de soldats commandée par Uryankhadai, le fils de feu Subötaï. Ce dernier demande au royaume du Đại Việt de se soumettre aux Mongols, mais ses envoyés sont emprisonnés sur ordre de Trần Thái Tông le roi du Đại et fondateur de la dynastie Trần. Uriyangkhadai et son fils Aju ripostent en partant envahir le Đại Việt à la tête d'une armée forte de 40 000 soldats mongols et 10 000 combattants du peuple Yi.
Il convient de noter que les ancêtres du clan Trần sont originaires du Fujian et que c'est sous Trần Kinh (陳 京, Chén Jīng), qu'ils migrent vers le Đại Việt. Là, les descendants de Kinh épousent des membres des peuples locaux et finissent par établir la dynastie Trần. Ces origines nordiques sont bien connues des Yuan, car le clerc taoïste Xu Zongdao, qui a rédigé les Chroniques racontant l'invasion mongole du Viêt Nam, les a appelés "Bandits du Nord",. Bien des années après cette migration, certains membres de la cour royale et du clan Trần, comme Trần Lý, et Trần Thừa, parlent encore le chinois. Ainsi, lorsqu'un émissaire de la dynastie Yuan rencontre en 1282 le prince Trần Quốc Tuấn, le futur roi Trần Hưng Đạo, ils dialoguent ensemble en langue chinoise,,,,,,,.
Ces origines chinoises peuvent expliquer pourquoi des fidèles de la dynastie Song s'enfuient vers le Đại Việt,après l'invasion mongole de la Chine. Selon le professeur Liam Kelley ces transfuges, comme Zhao Zhong et Xu Zongdao, ont aidé leurs nouveaux maitres à lutter contre les expéditions que les Mongols lancent contre les deux royaumes vietnamiens; mais il est difficile de savoir jusqu'à quel point cette aide fut utile aux Trần.
A contrario, d'autres Chinois n'ont aucun problème à combattre aux côtés des Mongols. Ainsi, Phạm Nhan (Nguyễn Bá Linh), qui est le fils d'une Vietnamienne et d'un Chinois, combat les Trần pour le compte de la dynastie Yuan,,.

## La première invasion (1258)

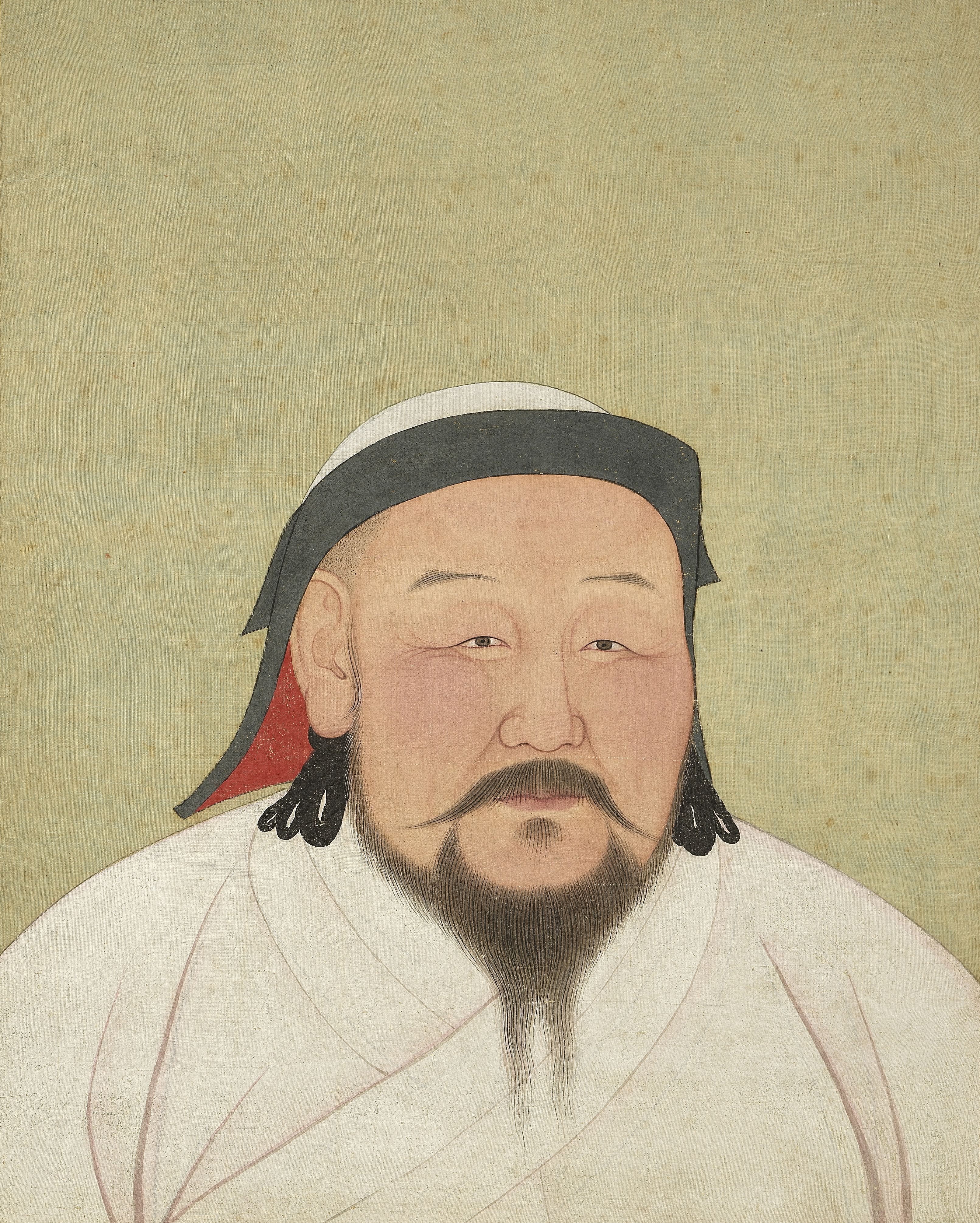
Kubilai Khan, le cinquième Khagan de l'empire Mongol et fondateur de la dynastie Yuan.

C'est en 1258 que l'armée d'Uriyangkhadai envahit le Đại Việt. Lors de la première bataille, les Vietnamiens utilisent des éléphants de combat contre les Mongols. Pour contrer ces pachydermes, Aju donne l'ordre de tirer des flèches enflammées devant leurs pattes. Son stratagème réussit et provoque la panique des éléphants, qui s'enfuient à travers les rangs de l'armée du Đại Việt et la mettent en déroute. Le roi du Đại Việt s'enfuit sur une île et les Mongols occupent Thăng Long, la capitale du royaume, qui correspond actuellement à la ville d’Hanoï. Lorsque Uriyangkhadai fait ouvrir la prison où se trouvent ses envoyés, il s'aperçoit que l'un d'entre eux est mort durant sa détention. En représailles, il fait massacrer toute la population de la ville.
Le 29 janvier 1258, Trần Thái Tông, l'empereur du Đại Việt, organise une contre-attaque avec l'aide du Prince Trần Hoảng. Il lance une attaque surprise contre les Mongols à Đông Bộ Đầu (vi) et leur inflige une défaite. Selon les historiens, le site de cette bataille correspondrait à la pagode de Hòe Nhai, dans le district de Ba Đình à Hanoi.
En 1259, Uriyangkhadai retourne au Đại Việt, à la tête d'une armée de trois mille Mongols et dix mille guerriers venant de l'ancien Royaume de Dali. Il conduit cette armée en Chine du Sud pour participer à l'invasion des territoires de la dynastie Song. Il trace son chemin jusqu'au fleuve Yangtze où il retrouve une armée dirigée par Kubilai qui est arrivé par le Nord et est en train d'assiéger la cité Ezhou, ce qui correspond actuellement à la ville de Wuhan.
À cette date, les Vietnamiens ont dû se soumettre aux Mongols malgré leur victoire à Đông Bộ Đầu. Ils n'en restent pas moins des vassaux réticents et l’empereur du Đại Việt ignore à plusieurs reprises les demandes de la Cour des Yuan lui demandant de venir en Chine pour faire personnellement soumission au Khagan. Néanmoins, selon l’histoire officielle de la dynastie Yuan, la Cour des Trần envoie un tribut aux Mongols tous les trois ans et un darughachi y est présent. En 1266, cependant, un bras de fer débute entre l’empereur Trần Thánh Tông, qui cherche à gagner en indépendance par rapport aux Mongols et Kubilai qui exige une soumission pleine et entière. Trần Thánh Tông envoie une lettre officielle à la cour des Yuan, où il exige que Kubilai rappelle son darughachi. En raison de la guerre civile qui fait rage au sein de l’Empire Mongol et des difficultés rencontrées lors de la conquête de la Chine du Sud par les Yuan, le khagan se contente de rappeler à l'empereur le contenu du traité de paix signé par les Mongols et le Đại Việt, au lieu d'organiser une riposte armée à cet ultimatum.
La situation change en 1278 – 79, après la fin de la conquête mongole de la dynastie Song, lorsque les troupes mongoles atteignent les frontières septentrionales du Đại Việt. C'est à ce moment-là que certains anciens hauts fonctionnaires des Song s'enfuient au Đại Việt et au Champa, deux anciens vassaux de la Chine des Song. C'est également en 1278 que Nhân Tông, le nouvel empereur du Đại Việt, monte sur le trône. Tout comme son père avant lui, le nouveau souverain refuse de se rendre en Chine pour faire acte de soumission à Kubilai. À la place, il envoie son oncle Tran Di Ai auprès du Kaghan. Kubilai tente alors d'affaiblir son turbulent vassal en nommant Di Ai prince héritier du Đại Việt en 1281, mais Di et sa petite armée tombent dans une embuscade tendue par les troupes du Đại Việt sur le chemin du retour.

## La campagne contre le Champa
Sogetu, le gouverneur de Guangzhou, est envoyé par Kubilai au Champa pour obtenir la soumission du Royaume. Bien que le roi du Champa accepte que son pays devienne un protectorat mongol, sa soumission n'est pas dénuée d'arrière-pensées. En 1282, Sogetu prend le commandement d'une armée de 5 000 hommes et lance une invasion maritime du Champa. Cependant, il ne peut rassembler que 100 navires car le gros de la flotte Yuan a été perdue corps et biens lors des tentatives d'invasions du Japon.
Malgré ces limites logistiques, Sogetu réussit à capturer Vijaya, la capitale du Champa avant la fin de l'année. Indravarman V, le roi du Champa, bat en retraite hors de sa capitale et se réfugie dans les collines proches, où les Mongols n'arrivent pas à le capturer. Son fils lance alors une véritable guérilla contre les Mongols, qui dure plusieurs années et finit par épuiser les envahisseurs. Ses plans étant contrecarrés par le repli du roi du Champa, Sogetu demande des renforts de Kubilai. Ce dernier répond en envoyant une autre flotte mongole dirigée par Ataqai et Arigh Khaiya, qui transporte plus de 15 000 hommes. Mais comme cette flotte n'arrive pas à remplir sa mission et que ses renforts n'arrivent pas, il finit par repartir en 1284. De retour à la cour des Yuan, Sogetu présente à Kubilai un plan visant à envahir le Champa en passant par le Đại Việt, en envoyant beaucoup plus de troupes que lors des précédentes expéditions. Le khagan valide ce plan et nomme son fils Toghan commandant des troupes, Sogetu étant le commandant en second.

Carte indiquant les mouvements des troupes mongoles au Đại Việt dans le nord et au Champa dans le sud, lors de la seconde invasion

## La seconde invasion (1285)
En 1284, une fois nommé commandant des troupes d'invasion, Toghan (vietnamien : Thoát Hoan) exige des Trần qu'ils lui dégagent un itinéraire vers le Champa, qui lui permettra de piéger l’armée champanaise en l'attaquant simultanément par le Nord et le Sud. Nhân Tông accepte la demande à contrecœur, pendant que le général Hưng Đạo rallie 15 000 soldats et part aider les Champan. Ces renforts sont un casus belli pour les Mongols qui déclarent la guerre au Đại Việt. Voulant commencer par affaiblir leur ennemi, la famille royale Trần abandonne la capitale aux Mongols et se replie vers le sud, tout en adoptant une politique de la terre brûlée en incendiant les villages et les récoltes. Dans le même temps, Sogetu déplace son armée vers le Nord, pour tenter de prendre en tenaille la famille royale, mais les Vietnamiens réussissent à lui échapper.
À ce stade des opérations, l'armée de Sogetu est affaiblie par la chaleur de l’été et le manque de nourriture. Il décide alors de cesser de chasser la famille royale et il part vers le Nord pour rejoindre Toghan. Voyant les mouvements des Mongols, Trần Hưng Đạo comprend que le plan vietnamien a fonctionné et qu'ils sont affaiblis. Il décide de saisir l’occasion et d'attaquer les Mongols sur des champs de bataille où leur cavalerie ne pourra pas être utilisée de manière efficace.
Les Champas poursuivent Sogetu pendant son repli vers le Nord et réussissent à le tuer après avoir vaincu son armée. Toutefois, selon les sources vietnamienne, Sogetu fut vaincu à Hàm Tử, Hưng Yên et tué par les Vietnamiens durant sa retraite. Alors que les troupes Yuan avancent le long du fleuve Rouge, en étirant toujours plus leurs rangs, le général Quang Khải les attaque à Chương Dương et force Toghan à se retirer. Le fils de Kubilai réussit toutefois à se replier sans avoir subi de grosses pertes, grâce à la flotte de Sidor, un officier kipchak aux ordres des Mongols. L’armée Yuan se replie vers le Nord, mais peu d'entre eux réussissent à rentrer en Chine en raison du harcèlement incessant des troupes Việt Đại et des guerriers des tribus Hmong et Yao.
L’année suivante, Kubilai tente de reprendre la main en faisant de Trần Ích Tắc, un frère cadet de Nhân Tông qui a fait défection au profit des Yuan, le prince héritier du Đại Việt. Mais il rencontre des difficultés pour rassembler des approvisionnements dans la province du Hunan, ce qui l'oblige à abandonner son plan.

## La troisième et dernière invasion (1287-88)
En 1287 le général Toghan envahit le Đại Việt à la tête d'une puissante armée forte de 70 000 soldats réguliers, 21 000 auxiliaires venant des tribus du Yunnan et de Hainan, une avant-garde de 1 000 hommes commandée par Abachi et 500 navires commandés par Omar (vietnamien : Ô Mã Nhi), le fils de Nasr al-Din, et un Chinois nommé Fanji. Pour cette expédition, Kubilai envoie des vétérans comme Arigh Khaiya, Nasir al-Din et son petit-fils Esen-Temür. Pour cette invasion, les Mongols utilisent une nouvelle stratégie : une énorme base terrestre doit être établie à proximité du port de Hải Phòng et à partir de là doit être lancé un assaut naval et une attaque terrestre, tous deux à grande échelle. Malgré ce déploiement de force, le ministre vietnamien Trần Quốc Tuấn reste confiant et dit au roi que les envahisseurs peuvent être vaincus facilement cette fois. Le général Trần Hưng Đạo commence par évacuer la capitale Thăng Long et se replier dans des zones désertes, ne laissant rien à conquérir aux Mongols. Dans le même temps, la flotte transportant les approvisionnements en armes et nourriture pour l'armée de Toghan tombe dans une embuscade et est détruite par Trần Khánh Dư. Comme lors de l'expédition précédente, Toghan se retrouve alors en manque de nourriture et doit se replier vers la Chine par le fleuve Bạch Đằng.
Réutilisant une tactique qui a permis au général Ngô Quyền de vaincre une invasion de la flotte chinoise en 938, Trần Hưng Đạo étudie le mouvement des marées et fait établir un dispositif composé de pieux en fer plantés sous l'eau; tout en préparant des scénarios d'embuscades correspondant à chaque zone stratégiquement exploitable par ses troupes. Une fois que tout est en place, une petite flottille attire la flotte mongole dans la rivière alors que la marée commence à refluer et que la route vers la mer est bloquée par les grands navires de guerre. Incapable de faire demi-tour ou de s’échapper par la mer, la flotte mongole de 400 bateaux est détruite lors d'une bataille sanglante où les navires sont criblés de tirs et pris d'assaut. Les navires mongols sont tous coulés, capturés, ou brûlés par des flèches enflammées lors de cette bataille. Après cette défaite écrasante, les survivants de l’armée d’invasion mongole se replient vers la Chine, tout en étant harcelés en cours de route par les troupes de Trần Hưng Đạo. Des officiers Yuan comme Abachi et Fanji meurent durant cette retraite sanglante et Omar est capturé.

## Conséquences

### Đại Việt
Kubilai, furieux d'un tel échec, bannit Toghan à Yangzhou à vie. Peu après, les Mongols et les Vietnamiens conviennent d’échanger leurs prisonniers de guerre.
La dynastie Trần accepte de reconnaître la suprématie de la dynastie Yuan pour éviter de nouveaux conflits ; mais bien que l'empereur Nhan Tong soit disposé à verser un tribut à la Chine, les négociations échouent car il refuse toujours de se rendre en personne à la Cour impériale Yuan. Irrité par ce refus, Kubilai jette en prison Dao-tu Ki, l'envoyé de Nhan Tong, en 1293. La situation se débloque l'année suivante avec la mort du Khan et l'accession au trône de son petit-fils Temür (r.1294-1307). Celui-ci libère tous les envoyés vietnamiens et abandonne l'idée de faire venir Nhan Tong à Pékin. Il se contente d'une simple relation de suzeraineté qui se prolonge jusqu'à la chute de la dynastie Yuan.

### Champa
Le Royaume de Champa décide d’accepter la suprématie de la dynastie Yuan et devient un vassal des Mongols. Le Champa verse un tribut à la Chine pendant un certain temps, mais disparaît des archives des Yuan avant 1300.

### Dynastie Yuan
Malgré le versement d'un tribut de la part du Dai Viet et du Champa, la dynastie Yuan n'a pas réussi à s'étendre vers le sud. C'est la fin de l'expansion de l'empire mongol

## À voir également
- Royaume de Champā
- Bataille du Bach Dang (1288)
- Tran Hung Dao
- Dynastie Yuan
- Kubilai Khan
- Invasions mongoles